# Serie A1 2012-2013 (rugby a 15)
La serie A1 2012-13 fu il 79º campionato di seconda divisione di rugby a 15 in Italia.
Si tenne dal 7 ottobre 2012 al 2 giugno 2013 tra 12 squadre a girone unico con una coda di play-off tra le prime tre classificate e la prima della serie A2.
Rispetto ai risultati conseguiti sul campo sopraggiunsero, prima dell'avvio della stagione, le seguenti variazioni:
- l'Eccellenza 2012-13 fu esteso da 10 a 12 squadre partecipanti[1] a seguito del reintegro in massima divisione del Viadana la cui posizione era congelata dal 2010 al momento dell'entrata del club nella franchise degli Aironi, soppressa nel giugno 2012;
- per effetto di ciò, si rese necessario integrare l'Eccellenza con un'ulteriore squadra, e quindi furono promosse in tale categoria, per ripescaggio, le Fiamme Oro, finalista sconfitto di serie A 2011-12[1];
- a seguire, per coprire la vacanza lasciata dalle Fiamme Oro, fu ripescato in serie A1 il Roccia Rubano, terzo in serie A2 2011-12[1].

Inoltre, in corso di stagione, il San Gregorio si ritirò dal torneo per ragioni finanziarie, pertanto tutti gli incontri già disputati contro di esso furono annullati e i relativi risultati dichiarati ininfluenti ai fini della classifica; inoltre la squadra fu retrocessa all'ultimo posto del girone e lo spareggio con la nona di serie A2 non ebbe luogo.

## Squadre partecipanti
| Club          | Sponsor | Città    | Impianto interno        |
| ------------- | ------- | -------- | ----------------------- |
| Accademia FIR |         | Livorno  | Stadio Montano          |
| Brescia       |         | Brescia  | Stadio Invernici        |
| Capitolina    |         | Roma     | Campo dell'Unione       |
| CUS Verona    |         | Verona   | C.S. Gavagnin-Nocini    |
| Firenze 1931  |         | Firenze  | Stadio Padovani         |
| Lyons         |         | Piacenza | Stadio Beltrametti      |
| Modena        |         | Modena   | Stadio Collegarola      |
| Pro Recco     |         | Recco    | Stadio Androne          |
| Romagna       |         | Cesena   | Campo Cervese Sud       |
| Roccia Rubano |         | Rubano   | Campo comunale di rugby |
| San Gregorio  |         | Nicolosi | Stadio Monti Rossi      |
| Udine         |         | Udine    | Stadio Gerli            |

## Formula
Il campionato si tenne a girone unico; a essere interessati ai play-off e ai play-out furono le prime tre classificate e le ultime due.
Per quanto riguarda i play-off la loro composizione fu la seguente:
- la seconda e la terza classificata di serie A1 si incontrarono in gara doppia nella prima semifinale
- la vincitrice della serie A1 e quella di A2 si incontrarono nella seconda semifinale, sempre in gara doppia.
- le vincitrici delle due semifinali si incontrarono per il titolo di campione d'Italia di serie A e la promozione in Super 10[3].
- le ultime due della serie A1 avrebbero dovuto spareggiare in gara doppia contro la nona e la decima classificata della serie A2 per decidere le due retrocedende in serie B[3]; tuttavia la citata rinuncia al campionato del San Gregorio[2] portò a una variazione regolamentare: non vi fu alcuno spareggio salvezza tra la dodicesima classificata di A1 e la nona classificata di A2, quindi quest'ultima avrebbe tenuto il suo posto in categoria[2].

## Stagione regolare
| 7-10-2012  | 1ª/12ª giornata           | 20-1-2013 |
| ---------- | ------------------------- | --------- |
| 22-22      | Accademia FIR - Rubano    | 24-0      |
| 25-26      | CUS Verona - Romagna      | 13-12     |
| 3-41       | Brescia - Lyons           | 3-39      |
| ann.       | Modena - San Gregorio     | n/d       |
| 37-26      | Capitolina - Pro Recco    | 12-19     |
| 32-10      | Udine - Firenze 1931      | 12-5      |
|            |                           |           |
| 28-10-2012 | 4ª/15ª giornata           | 3-3-2013  |
| 19-11      | Lyons - Accademia FIR     | 29-25     |
| 33-15      | CUS Verona - Brescia      | 40-10     |
| 32-7       | Firenze 1931 - Modena     | 22-9      |
| 9-16       | Romagna - Capitolina      | 7-22      |
| 35-22      | Pro Recco - Rubano        | 20-12     |
| ann.       | San Gregorio - Udine      | n/d       |
|            |                           |           |
| 2-12-2012  | 7ª/18ª giornata           | 14-4-2012 |
| 25-19      | Accademia FIR - Brescia   | 26-9      |
| 6-31       | Modena - CUS Verona       | 22-41     |
| 10-16      | Udine - Capitolina        | 0-43      |
| 16-0       | Pro Recco - Firenze 1931  | 27-21     |
| 11-22      | Rubano - Romagna          | 23-20     |
| Rip.       | Lyons                     |           |
|            |                           |           |
| 23-12-2012 | 10ª/21ª giornata          | 5-5-2013  |
| 24-24      | Accademia FIR - Pro Recco | 11-27     |
| 34-8       | CUS Verona - Firenze 1931 | 24-25     |
| 5-15       | Brescia - Rubano          | 11-36     |
| 57-5       | Udine - Modena            | 35-10     |
| 24-21      | Capitolina - Lyons        | 17-26     |
| Rip.       | Romagna                   |           |

| 14-10-2012 | 2ª/13ª giornata              | 27-1-2013 |
| ---------- | ---------------------------- | --------- |
| ann.       | San Gregorio - Accademia FIR | n/d       |
| 24-11      | Pro Recco - CUS Verona       | 13-15     |
| 37-41      | Romagna - Brescia            | 16-23     |
| 18-6       | Rubano - Modena              | 35-0      |
| 34-22      | Lyons - Udine                | 15-10     |
| 7-41       | Firenze 1931 - Capitolina    | 0-60      |
|            |                              |           |
| 4-11-2012  | 5ª/16ª giornata              | 24-3-2013 |
| 29-0       | Accademia FIR - Firenze 1931 | 43-16     |
| 26-24      | Capitolina - CUS Verona      | 9-8       |
| 12-5       | Udine - Brescia              | 15-10     |
| 17-42      | Modena - Romagna             | 11-15     |
| 16-9       | Pro Recco - Lyons            | 14-17     |
| Rip.       | Rubano                       |           |
|            |                              |           |
| 9-12-2012  | 8ª/19ª giornata              | 21-4-2013 |
| 29-15      | Udine - Accademia FIR        | 21-14     |
| 20-0       | CUS Verona - Rubano          | 16-13     |
| 21-28      | Brescia - Pro Recco          | 15-40     |
| 51-3       | Capitolina - Modena          | 46-12     |
| 5-27       | Romagna - Lyons              | 0-24      |
| Rip.       | Firenze 1931                 |           |
|            |                              |           |
| 13-1-2013  | 11ª/22ª giornata             | 12-5-2013 |
| 0-28       | Modena - Accademia FIR       | 17-42     |
| 21-14      | Lyons - CUS Verona           | 24-26     |
| 13-29      | Rubano - Capitolina          | 18-29     |
| 24-11      | Pro Recco - Udine            | 20-12     |
| 24-22      | Firenze 1931 - Romagna       | 38-17     |
| Rip.       | Brescia                      |           |

| 21-10-2012 | 3ª/14ª giornata            | 17-2-2013 |
| ---------- | -------------------------- | --------- |
| 32-22      | Accademia FIR - Romagna    | 54-5      |
| 15-24      | Udine - CUS Verona         | 13-27     |
| 32-0       | Brescia - Firenze 1931     | 8-27      |
| 15-43      | Modena - Pro Recco         | 0-31      |
| 7-13       | Rubano - Lyons             | 24-17     |
| ann.       | Capitolina - San Gregorio  | n/d       |
|            |                            |           |
| 11-11-2012 | 6ª/17ª giornata            | 7-4-2013  |
| 22-14      | CUS Verona - Accademia FIR | 19-23     |
| 24-22      | Brescia - Capitolina       | 0-59      |
| 63-0       | Lyons - Modena             | 50-0      |
| 16-13      | Firenze 1931 - Rubano      | 17-42     |
| 19-25      | Romagna - Udine            | 3-67      |
| Rip.       | Pro Recco                  |           |
|            |                            |           |
| 16-12-2012 | 9ª/20ª giornata            | 28-4-2013 |
| 21-21      | Accademia FIR - Capitolina | 20-22     |
| 10-6       | Modena - Brescia           | 3-31      |
| 36-10      | Lyons - Firenze 1931       | 59-12     |
| 53-51      | Pro Recco - Romagna        | 34-25     |
| 10-26      | Rubano - Udine             | 13-34     |
| Rip.       | CUS Verona                 |           |

### Classifica
|  |     | Squadra       | G  | V  | N | P  | PF  | PS  | P±   | B  | Pt |
|  | --- | ------------- | -- | -- | - | -- | --- | --- | ---- | -- | -- |
|  | 1.  | Pro Recco     | 20 | 16 | 1 | 3  | 534 | 311 | 223  | 12 | 78 |
|  | 2.  | Lyons         | 20 | 16 | 0 | 4  | 584 | 243 | 341  | 13 | 77 |
|  | 3.  | Capitolina    | 20 | 16 | 1 | 3  | 602 | 268 | 334  | 11 | 77 |
|  | 4.  | CUS Verona    | 20 | 13 | 0 | 7  | 467 | 319 | 148  | 13 | 65 |
|  | 5.  | Accademia FIR | 20 | 10 | 3 | 7  | 503 | 343 | 160  | 12 | 58 |
|  | 6.  | Udine         | 20 | 12 | 0 | 8  | 458 | 322 | 136  | 9  | 57 |
|  | 7.  | Roccia Rubano | 20 | 7  | 1 | 12 | 347 | 382 | −35  | 6  | 36 |
|  | 8.  | Firenze 1931  | 20 | 7  | 0 | 13 | 290 | 563 | −273 | 5  | 33 |
|  | 9.  | Brescia       | 20 | 5  | 0 | 15 | 291 | 524 | −233 | 8  | 28 |
|  | 10. | Romagna       | 20 | 4  | 0 | 16 | 345 | 580 | −235 | 10 | 26 |
|  | 11. | Modena        | 20 | 1  | 0 | 19 | 153 | 719 | −566 | 1  | 5  |
|  | 12. | San Gregorio  | 0  | 0  | 0 | 0  | 0   | 0   | 0    | 0  | 0  |

## Verdetti
- Capitolina: campione d'Italia Serie A, promossa in Eccellenza 2014-15